# Batizi András (költő)
Batizi András, Batizius András (Batiz, 1515 körül – 1552 után) evangélikus, majd református lelkész, költő.

## Élete
Batizról származott 1510 körül s jó korán mestere, a híres reformátor Gálszécsi István által megnyeretvén, maga is egyike lett az első reformátoroknak.
Már 1530-ban Kassán felekezete számára kezdett egyházi énekeket készíteni, és miután több évig iskolatanítói hivatalt viselt, 1531-ben Sátoraljaújhelyen, azután Szikszón és Tokajban lelkészkedett. 1542. március 10-én a wittenbergi egyetemere iratkozott be; innét visszatérve, Perényi Jánoshoz, majd ennek ajánlására Drágffy Gáspárhoz jutott s talán Erdődön is viselt papi hivatalt. Az erdődi zsinaton 1545-ben mint tokaji pap vett részt, s egyike volt azon 29 reformátornak, kik az itt kelt 12 hitcikkelyt aláírták. 1550-ben másodszor is megfordult Wittenbergben; később pedig, mint a magyar protestánsok nagyobb része, Luther tanáról Kálvinéra ment át; a beregszászi zsinat (1552) cikkelyeiben ő is megegyezett.

## Munkái
- Keresztyéni tudományról. Krakkó, 1550 (2. kiadása Catechismus czímmel. Kolozsvár, 1555) Az MTA KIK példánya
- Jonas profetanak historiaia. Debreczen, 1596 (Fennmaradt Hoffgreffnél és Bornemiszánál változtatott végszókkal, 1541)
- Isak patriarkanak szent házasságáról. Debreczen, év n. (Írta 1546-ban. Hoffgreff-énekeskönyv és Bornemisza Enekec harom rendbe gyűjtemények.)
- Szép rövid historia miképpen Susanna a két ven biraktol hamissan el arultatvan halalra itéltetett. Lőcse, 1628 (Irta 1541-ben; fennmaradt a Hoffgreff és Bornemisza énekeskönyvekben A Hoffgreff-féle gyűjteménynek töredéke megvan a Magyar Tudományos Akadémia könyvtárában.)

Vallás-epikai költeményei közül fennmaradt még néhány, ilyenek: A drága és istenfélő vitéz Gedeonról szép história, 1540. (Fennmaradt a Hoffgreff énekgyűjteményében.) Meglött és megleendő dolgoknak teremtéstől fogva az itéletig való historia, 1544 (Hoffgreffnél). Más historia a Nabukadnezár királyról és a nagy birodalmakról, 1544 (Hoffgreffnél). Ezenkívül több egyházi éneke 1530-tól kezdve a 16. századi énekeskönyvekben és egy tanítódal: A házasságról való ének. 1546. (Bornemiszánál, valamint a lipcsei s Lugossy-codexekben. Megjelent 1864-ben a Vasárnapi Ujságban) Szilády Áron tizenöt énekét közli a Régi M. Költők Tára II. kötetében.
Szombathy János sárospataki tanár és Jankovich Miklós az Ortographia Ungaricat, mely 1549-ben Krakkóban nyomatott B. A. jegyek alatt, szintén neki tulajdonítják.